# Masia Porroig
La Masia Porroig és un edifici del municipi d'Olèrdola (Alt Penedès) protegit com a bé cultural d'interès local.

## Descripció
La Masia Porroig està situada al nord del terme municipal, al costat de l'autopista. És un edifici d'estructura basilical, amb dues galeries d'onze arcs als costats. La façana principal, neoclàssica, presenta una composició simètrica, amb pilastres i frontó triangular. La façana posterior és modernista, amb coronament ondulat i esgrafiats amb motius vinícoles. El conjunt es completa amb diverses dependències agrícoles, hort i bassa, a més d'un baluard.

## Història
La Masia Porroig va ser construïda durant el segle xviii, i va ser ampliada i reformada el segle xix (a la façana hi ha la data del 1877).